# Synagogue de Corfou
La synagogue Scuola Greca de Corfou est la seule synagogue restante de la ville – et de l'île – de Corfou en Grèce.

## Localisation
Elle se trouve au 24, rue Velissariou, dans la vieille ville, (classée patrimoine mondial), à moins de 300 m au sud-est de la nouvelle forteresse (du XVIe siècle).

## Histoire
Les juifs natifs de Corfou ont trois origines différentes : grecque (les romaniotes), espagnole (les séfarades) et apulienne, appartenant à des époques différentes. Il y avait autrefois aussi une quatrième division : les Levantins, dont la plus grande partie s'est apparemment fusionnée avec les Italiens.
Quand Benjamin de Tudèle visite Corfou en 1147, il n'y trouve qu'un seul juif : le teinturier Joseph. Mais 1147 est aussi l'année où Roger II de Sicile s'empare de Corfou. Il y envoie des prisonniers de Thèbes – dont des juifs – pour y développer la sériciculture ; d'autres juifs émigrent à Corfou volontairement : la vie sous domination angevine leur est raisonnablement favorable. Le premier texte biblique complet en grec moderne est une traduction de Jonas du XIIe siècle faite pour les juifs de Corfou. À partir du XIIIe siècle, de nombreux Juifs vivent sur la colline de Kambielo ou Kampielo (Καμπιέλο), appelée « Ovriovouni » en tant que quartier juif – on trouve aussi les noms “Evraïki” ou “Ovraïki”, qui signifient “juif” respectivement en grec standard et en dialecte de l'île.
Viennent ensuite des juifs espagnols ayant vécu pendant un temps dans le royaume des deux Siciles, qui arrivent à Corfou à la fin du XVe et au cours du XVIe siècle – parmi leur nombre est Isaac Abrabanel, mais seulement de passage.
Puis en 1492 Ferdinand II d'Aragon et Isabelle de Castille achèvent officiellement l'expulsion des arabes en Espagne, et décident d'expulser les juifs vers le royaume ottoman. Naples est vue comme une terre d'accueil, bien que la dynastie angevine en ait été évincée en 1442 ; en cette fin du XVe siècle, de nombreux juifs quittent donc l'Espagne pour se réfugier à Naples. Puis Naples est annexée au royaume d'Espagne en 1501. Cette année-là, l'Espagne décrète l'expulsion des juifs du royaume de Naples. Lorsque le vice-roi de Naples Pierre de Tolède se résout à suivre l'ordre de Charles Quint et chasser les juifs des Pouilles en 1540, nombre d'entre eux arrivent à Corfou. Assez mal reçus par leurs coreligionnaires grecs, ils y bâtissent leur propre synagogue et leur propre cimetière ; leur première synagogue est à l'intérieur du Vieux Fort, qui fut ensuite détruit lors de l'invasion des Turcs en 1537. À la longue, leurs différences finissent par être acceptées et ils sont intégrés. Ces Juifs des Pouilles sont particulièrement férus d'études religieuses et leur arrivée donne à celles-ci un nouvel élan à Corfou. Joseph b. Abraham, le commentateur du Maḥzor, vit à Corfou en 1554. Moïse ha-Kohen, rabbin de Corfou, écrit (1580-1600) une version poétique de l'histoire d'Esther intitulée "Yashir Mosheh" (éd. princeps, de David Mazza, Mantoue, 1612). Mazza annonce dans sa préface la publication anticipée d'une œuvre par lui-même, un commentaire sur les Cantiques.
Les juifs corfiotes contribuent plus que leur part aux travaux d'utilité publique (construction de murs, fontaines, etc.), aux dépenses courantes de la ville, aux prêts publics et, le cas échéant, à la défense active : de nombreux documents l'attestent, et le gouvernement de Venise reconnaît ces faits. Mais les pétitions de chrétiens corfiotes se succèdent (1532, 1546, 1562, 1592) pour cantonner les juifs dans un quartier ; elles aboutissent en 1622, année où les juifs ont l'obligation de résider dans un quartier défini : près des anciennes fortifications de la Porta Reale et de la Via Schulemburg. C'est le quartier de Spilia, entre les trois rues parallèles de Velissariou, Agias Sofias et Paleologou ; un ensemble aux rues étroites et sans soleil où manquent les ouvertures de Kambielo, avec une densité de population plus élevée et des conditions de vie moins salubres ; le manque d'air propre entraîne des taux de mortalité élevés dus à la tuberculose. Cependant, ce n'est pas plus un ghetto que leur ancien quartier : des chrétiens y vivent aussi, et contrairement au ghetto de Zante et ailleurs ce nouveau quartier des juifs n'a ni murs extérieurs ni portes à fermer la nuit. En réalité il n'y a jamais eu de ghetto à Corfou, au sens exact du terme. Il n’empêche : l'ancien quartier juif était, avant le bombardement de 1943, « le ghetto de hautes maisons eczémateuses » selon Albert Cohen qui est né en 1895 à deux pas de la synagogue rescapée et a vécu ses cinq premières années dans le quartier.

### Congrégation
En 1558 il y a, selon Vailos Foskarini, 400 juifs sur l'île.
Au XVIIe siècle il y a 500 familles juives à Corfou ; ils sont 1 171 en 1760 (selon les statistiques du gouverneur Grimani). Pour 1901 les chiffres varient : sur un total de 25 000 habitants, ils sont alors entre 3 000 et 5 000.
Une autre source cite 5 000 en 1891. Mais un climat de nouveau défavorable dans les années 1890 entraîne de nombreux départs, notamment vers l'Égypte. Albert Cohen est né à deux pas de l'actuelle synagogue en 1895 ; en 1900 ses parents émigrent à Marseille.
En 1923, la population de Juifs corfiotes est citée à 3 000, pour quatre synagogues ; à cette date, toutes suivent le rite sépharade : la synagogue grecque, l'apulienne, l'apulienne-espagnole et l'apulienne minyan. À la veille de la Seconde Guerre mondiale, Corfou compte 2 000 Juifs. L'occupation par les Italiens (1941-1943) est relativement calme. Puis les Allemands occupent l'île le 27 septembre 1943. Le 14 juin 1944, 1 800 Juifs sont déportés à Auschwitz. En 1948, il n'y a plus que 78 juifs à Corfou, et seulement 92 en 1968.
Des trois synagogues des Pouilles, deux étaient grandes et une plus petite mais attrayante. Dans les deux grandes synagogues, la galerie des femmes était soutenue par des piliers de pierre. Leur grande synagogue avait une très belle arche en acajou et un bureau de lecture. Elle avait été visitée officiellement par le roi Georges Ier de Grèce le 5 juin 1869. Ces trois synagogues ont été détruites dans le bombardement de 1943. 

Des colonnes d'une de ces synagogues détruite ont été retrouvées, il y a une vingtaine d’années, au numéro 74 de la rue Palaiologou.

## Rabbins
En 1875, quatre ans après le départ de R. Tedeschi, le grand rabbin de Corfou est Joseph Emmanuel Levi. Venu d'Italie, il a auparavant été rabbin de Mondovi et Coni (Piémont). Il occupe la chaire de Corfou jusqu'à sa mort en 1887. Il fonde l'école des filles et l'institut des arts et métiers, organise des loteries à des fins caritatives, et par ses vertus gagne le soutien du gouvernement et de la population. Avant son arrivée, il a écrit une bonne grammaire française pour les Italiens, et de 1878 à 1885 il publie la revue Mosé Antologia Israelitica. Il meurt pauvre et le gouvernement prend en charge ses funérailles, l’enterrant avec les honneurs militaires dus à un général.

## Synagogue
La synagogue de la congrégation grecque est de style vénitien et date probablement du XVIIe siècle. C'est une grande structure dépourvue de piliers sur les côtés. Elle contient un beau bureau de lecture (tévah) ancien en bois blanc, de style corinthien, avec des dorures bien conservées. Ce pupitre de lecture et l'arche (aron kodesh) se font face d'ouest en est. La salle de prière est au premier étage ; la section pour les femmes est en mezzanine.
Le mardi 19 avril 2011 au matin, des incendiaires ont fait irruption dans la synagogue de Corfou et ont brûlé les livres de prières et les manuscrits de la Torah. Ces œuvres des XVe, XVIe et XVIIe siècles, de Trieste, Padoue et Vérone, avaient survécu à l'holocauste, cachés par des non-juifs qui les avaient rendus aux quelques juifs revenus des camps de la mort. Les livres de prières corfiotes, des trésors culturels uniques, contenaient des amendements et commentaires de Mazal-Tob, Isaac ben Abraham, Abraham ben Gabriel ben Mordecai et Moses ha-Kohen.

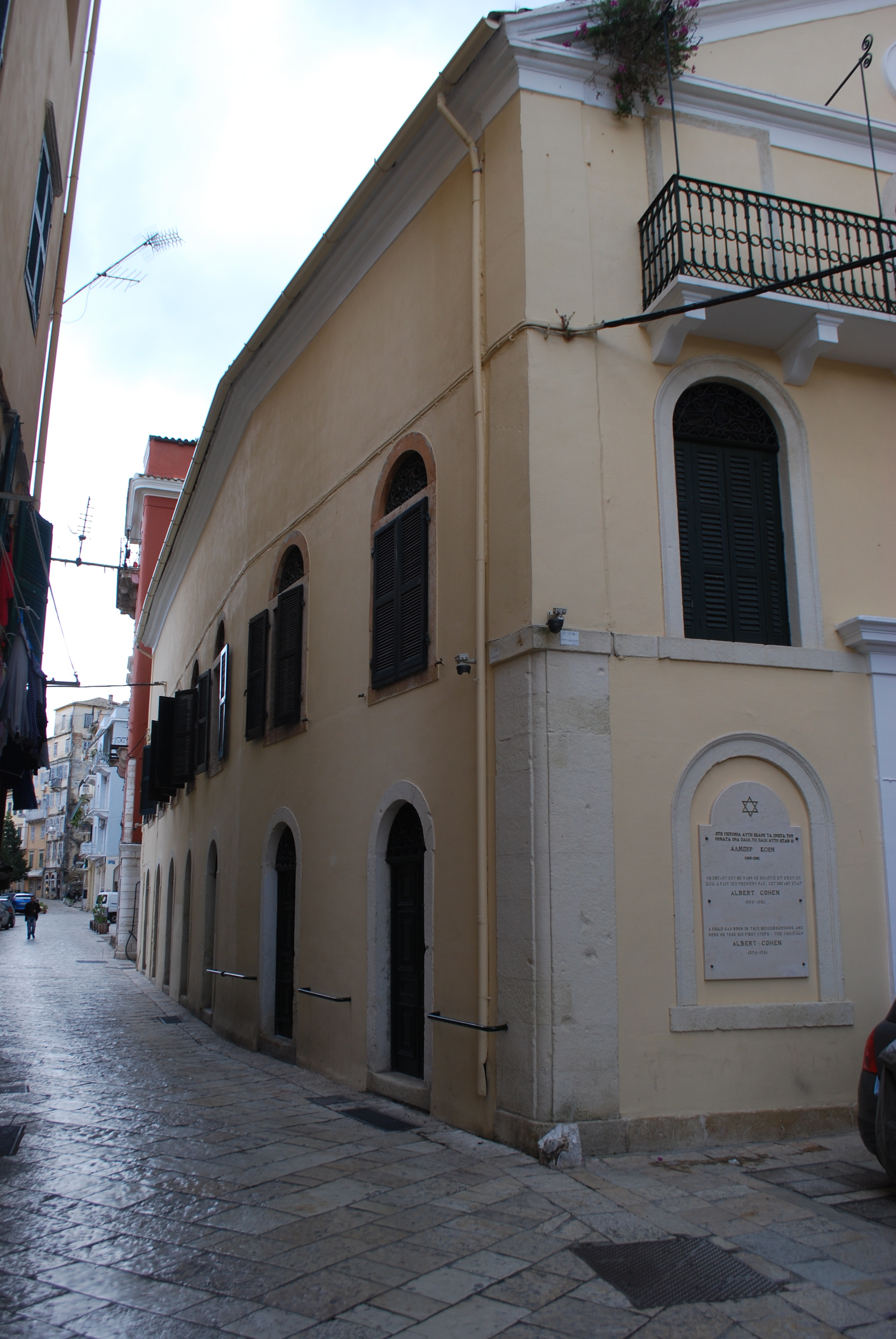
La rue Velissariou longeant la synagogue
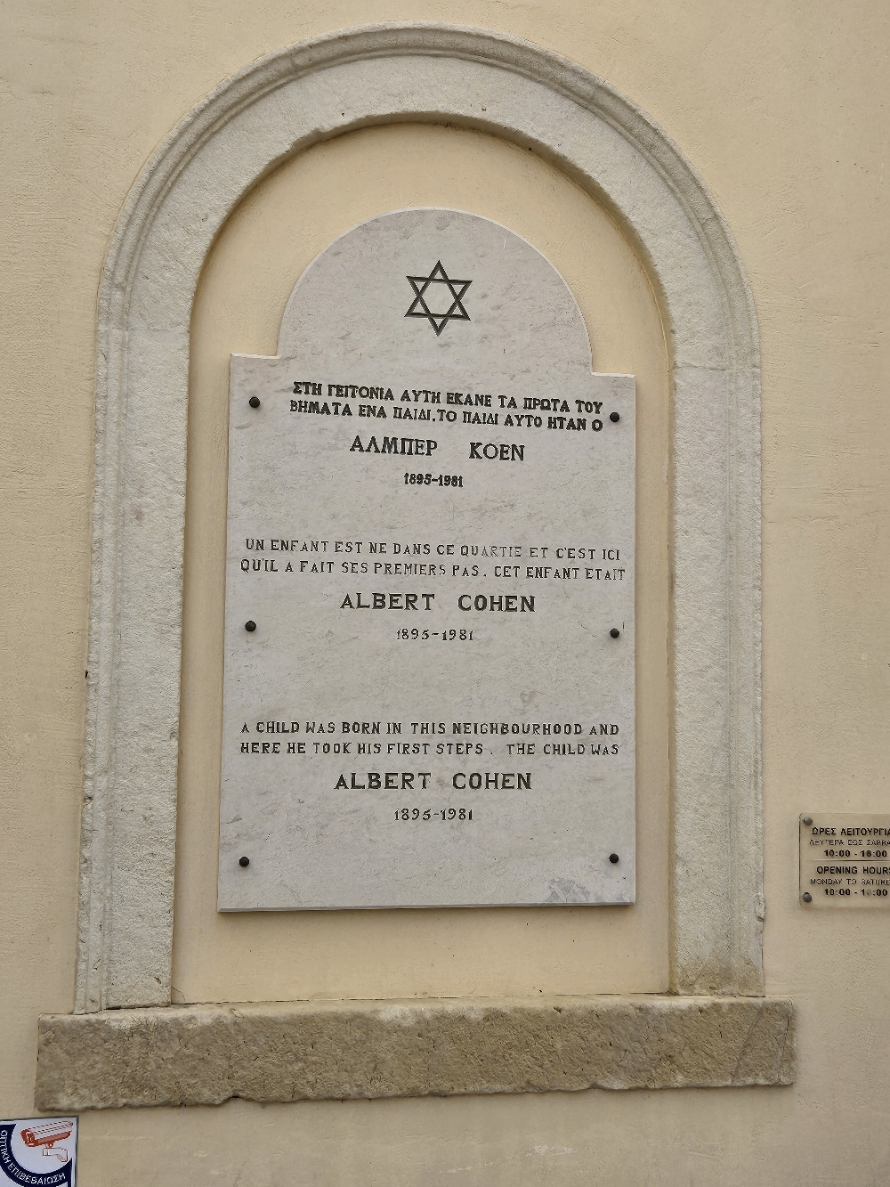
Plaque commémorative pour Albert Cohen

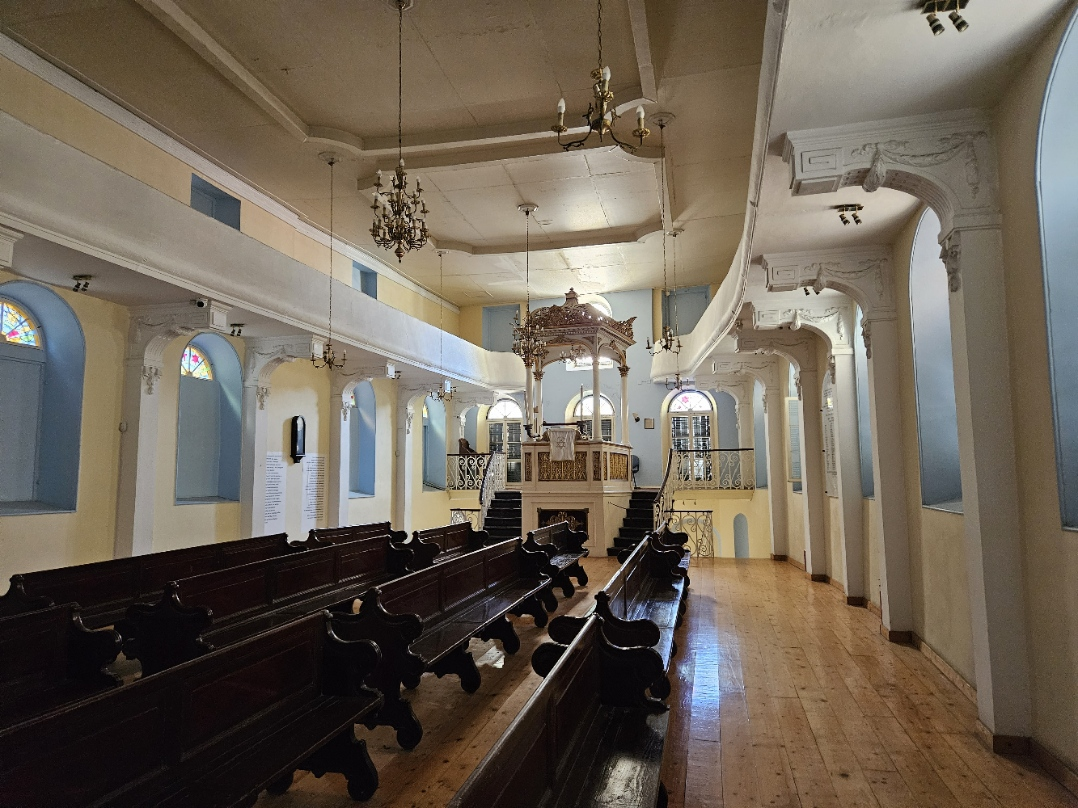
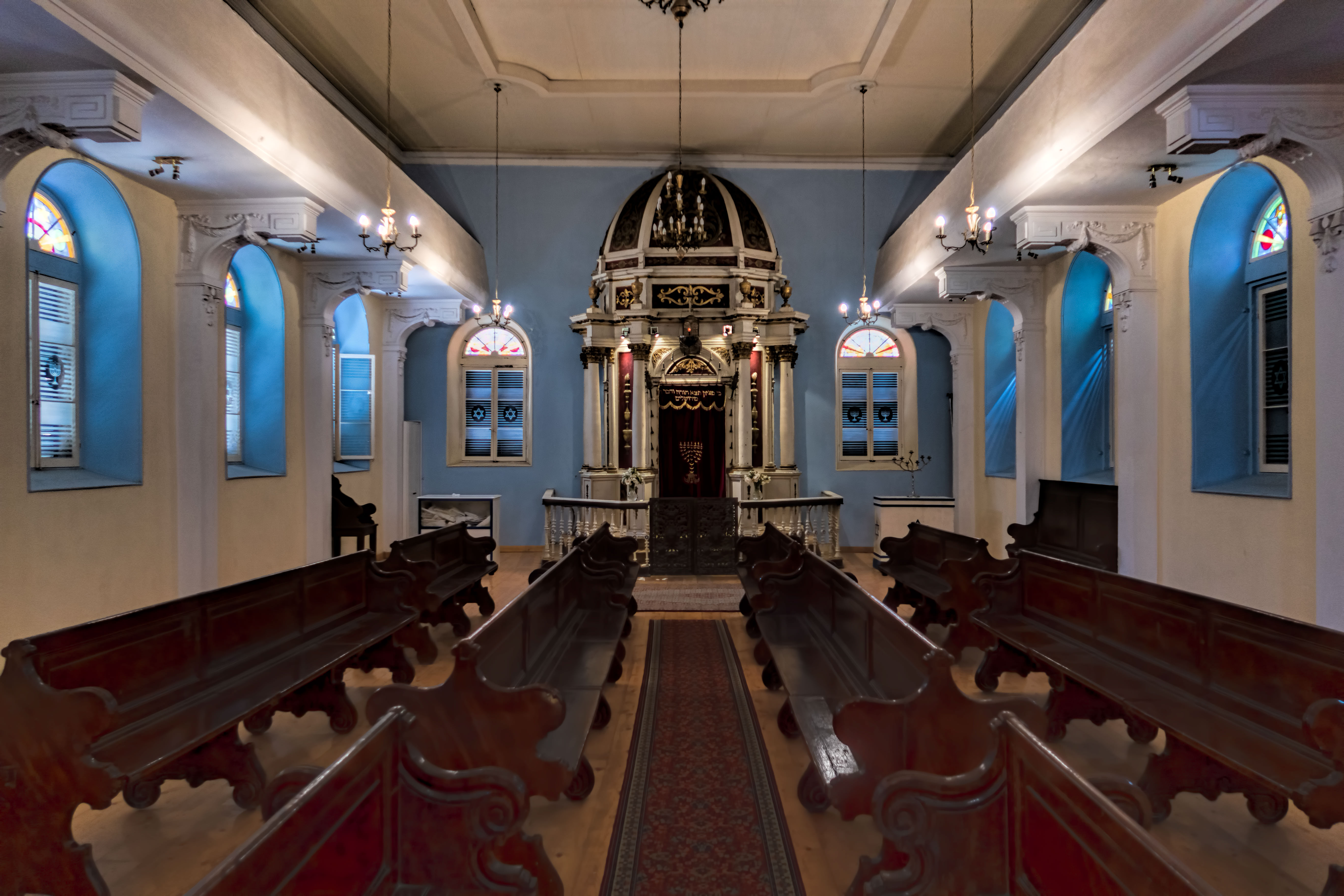
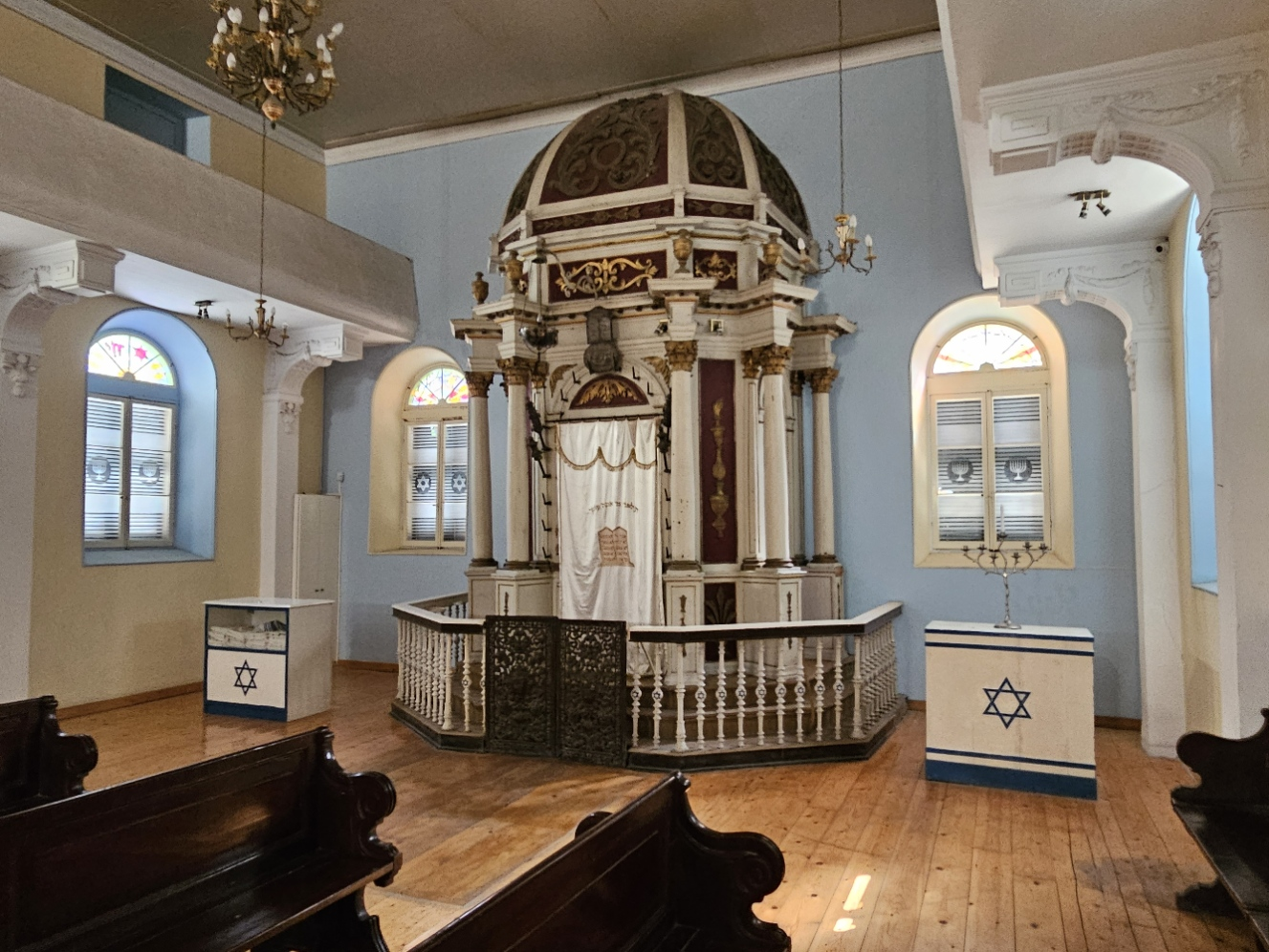
L'arche (aron kodesh)
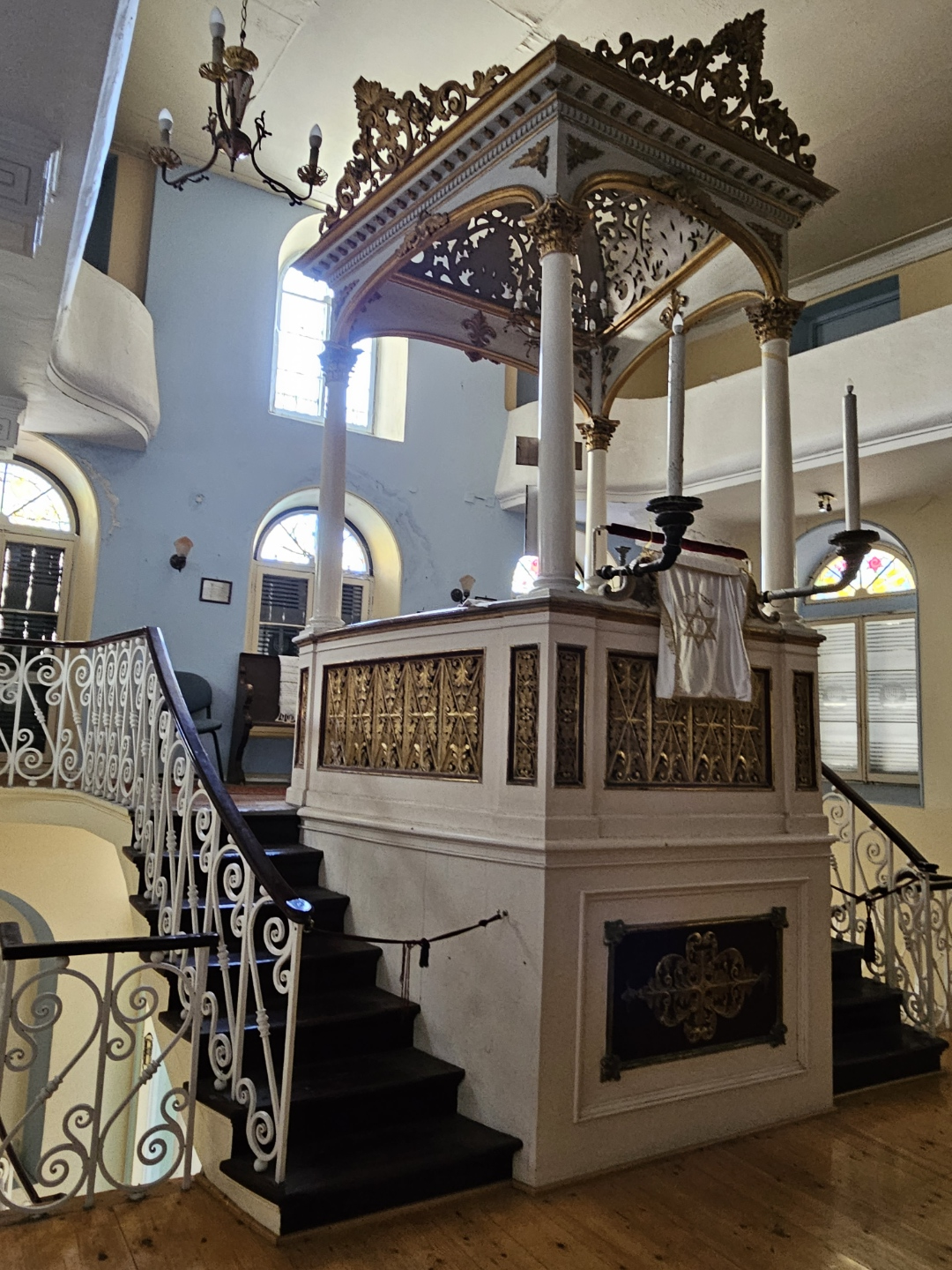
Le bureau de lecture (tévah)
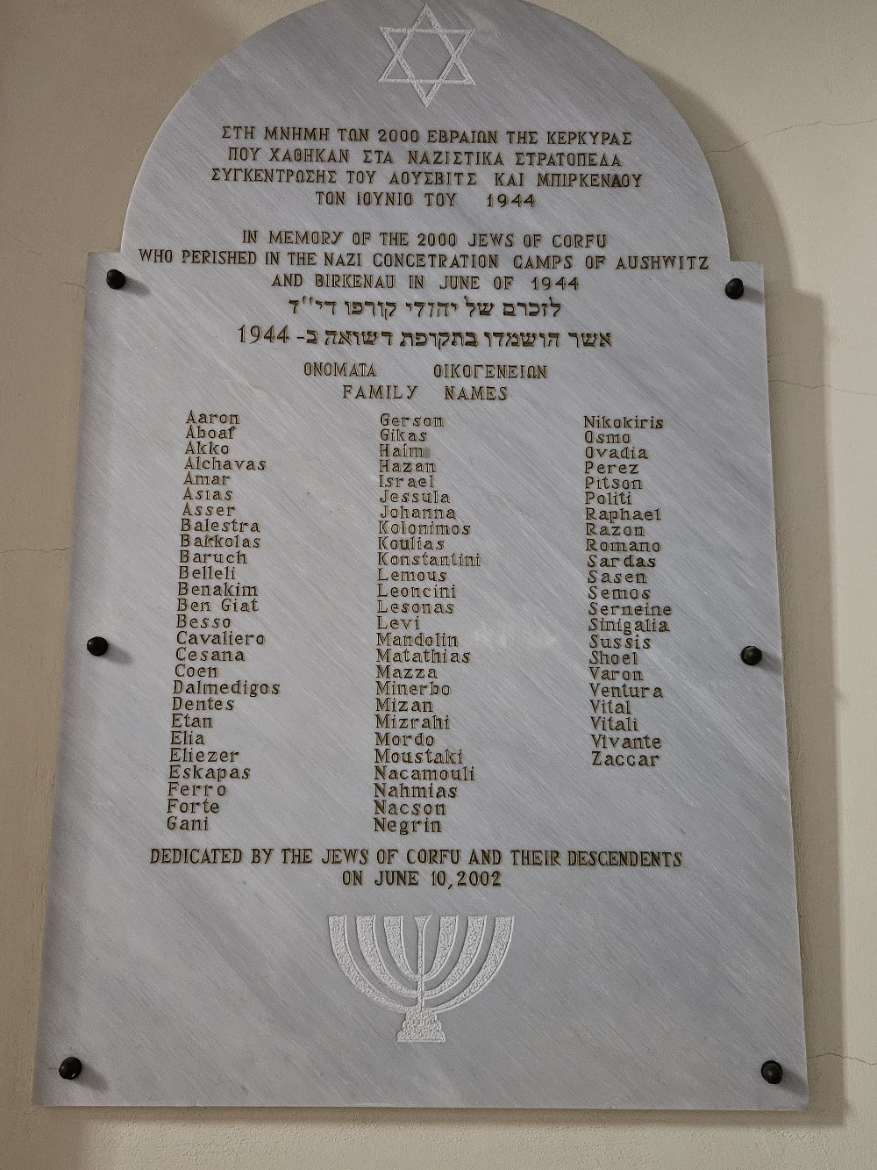
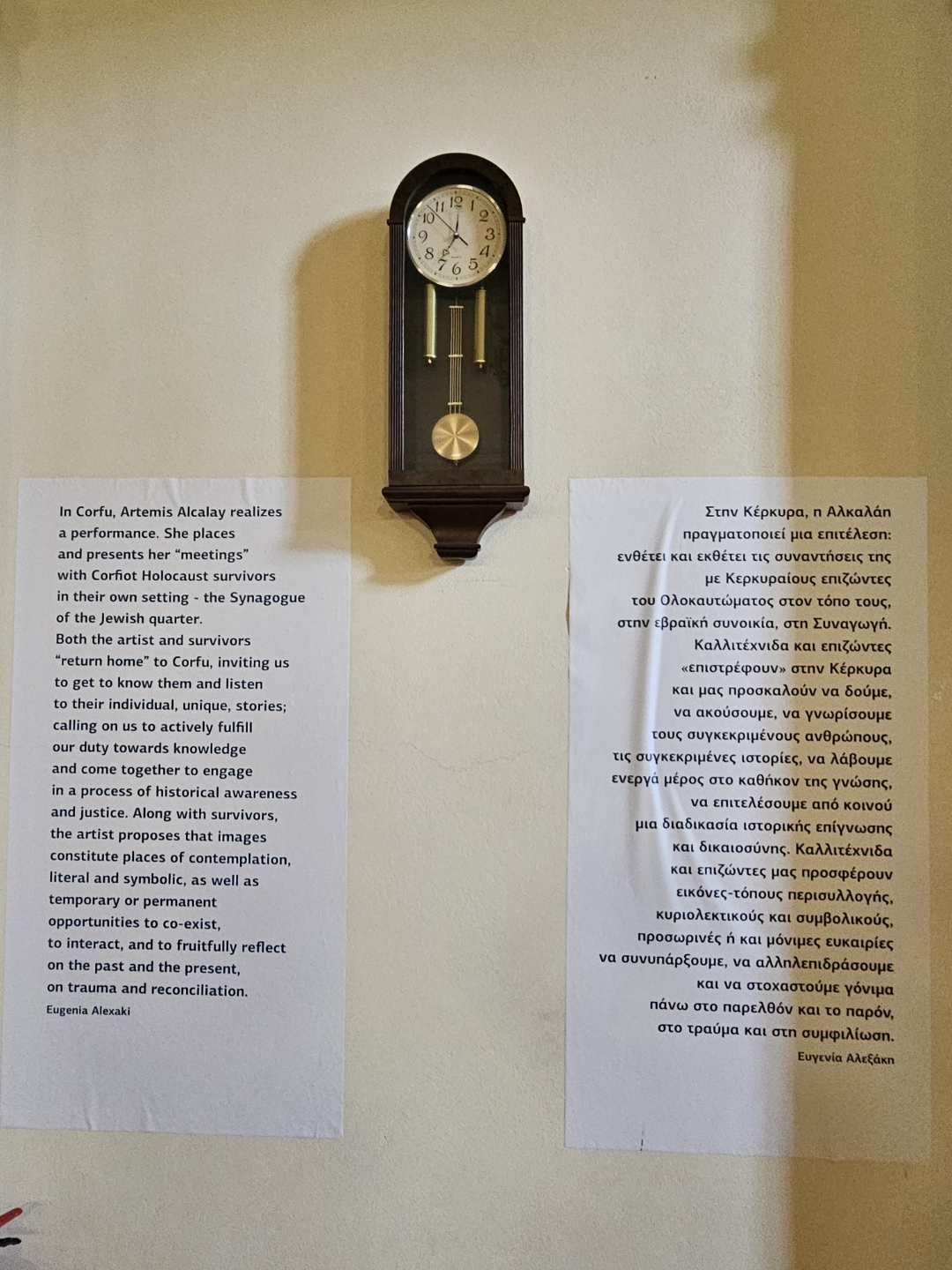